# Macropygia
Macropygia är ett släkte med fåglar i familjen duvor inom ordningen duvfåglar med 15 nu levande arter som förekommer från Himalaya till Australien:
- Bandstjärtad gökduva (M. unchall)
- Röd gökduva (M. phasianella)
- Selayargökduva (M. macassariensis)
- Större gökduva (M. magna)
- Tanimbargökduva (M. timorlaoensis)
- Smalnäbbad gökduva (M. amboiensis)
- Sultangökduva (M. doreya)
- Andamangökduva (M. rufipennis)
- Filippingökduva (M. tenuirostris)
- Rostgökduva (M. emiliana)
- Engganogökduva (M. cinnamomea)
- Barusangökduva (M. modiglianii)
- Svartnäbbad gökduva (M. nigrirostris)
- Stillahavsgökduva (M. mackinlayi)
- Mindre gökduva (M. ruficeps)

Ytterligare två arter utdöda under holocen finns beskrivna:
- Marquesasgökduva (M. heana)
- Polynesisk gökduva (M. arevarevauupa)